# Verordnung (EG) Nr. 1881/2006
Die Verordnung (EG) Nr. 1881/2006 ist eine Europäische Verordnung zur Beschränkung von bestimmten Verunreinigungen in Lebensmitteln zum Schutz der Gesundheit der EU-Bürger, insbesondere Kinder, Schwangere, sowie ältere Menschen. Durch sie wurden Höchstwerte verschiedener Kontaminanten, wie etwa Nitrate in Lebensmitteln festgelegt. Sie trat am 9. Januar 2007 in Kraft. Mit Wirkung zum 25. April 2023 wurde sie durch die Verordnung (EU) 2023/915 außer Kraft gesetzt und durch diese ersetzt.

## Historie
Im Jahr 1993 trat die erste Europäische Verordnung zur Kontrolle und Begrenzung von Kontaminanten in Lebensmitteln in Kraft. Durch sie wurde festgelegt, dass kein Lebensmittel in den Verkehr gebracht werden darf, das einen Kontaminanten in einer gesundheitlich und insbesondere toxikologisch nicht vertretbaren Menge enthält. Durch die Verordnung (EG) Nr. 194/97 wurden erste Höchstwerte zunächst für Nitrate später für Mykotoxine in Lebensmitteln erlassen. Diese Verordnung wurde später durch die Verordnung (EG) Nr. 466/2001 ersetzt, in welcher weitere Kontaminanten, wie Schwermetalle aufgeführt wurden.

## Zusammenfassung
Durch die Verordnung werden Höchstgrenzen in Lebensmitteln für Arsen, Blausäure, Blei,  Cadmium, 3-Chlor-1,2-propandiol (3-MCPD und seine Fettsäureester und Glycidyl-Fettsäureester), Dioxine, Erucasäure, Melamin, Mykotoxine (namentlich Aflatoxine, Ochratoxin A, Patulin, Deoxynivalenol, Zearalenon, Fumonisine, Fusarientoxine – wie T-2-Toxin und HT-2-Toxin –  Citrinin sowie Mutterkorn-Sklerotien und Ergotalkaloide), Nitrate, Perchlorate, Perfluoralkylsubstanzen (PFAS), polycyclische aromatische Kohlenwasserstoffe (PAK), polychlorierte Biphenyle (PCB), Pyrrolizidinalkaloide, Quecksilber, Tropanalkaloide und Zinn.
Die jeweiligen Höchstgrenzen hängen dabei vom Erzeugnis ab: so darf etwa gefrorener Spinat mit max. 2000 mg/kg, Rucola-Salat dagegen mit bis zu 7000 mg/kg Nitratgehalt in Verkehr gebracht werden.
Die Höchstgehalte von Kontaminanten orientieren sich daran, was durch gute Herstellungspraxis oder gute landwirtschaftliche Praxis erreichbar ist („as low as reasonably achievable“).
Lebensmittel, die Grenzwerte nicht einhalten, dürfen nicht als Lebensmittelzutat verwendet oder mit Lebensmitteln vermischt werden, die diese Grenzwerte einhalten. Lebensmittel, dürfen einer Sortierung oder einer anderen physikalischen Behandlung zur Reduzierung der Kontamination unterzogen werden. Diese dürfen aber nicht mit Lebensmitteln vermischt werden, die zum direkten menschlichen Verzehr oder zur Verwendung als Lebensmittelzutat bestimmt sind. Lebensmittel, die Mykotoxine enthalten, dürfen nicht durch chemische Behandlung entgiftet werden.
Durch Artikel 7 werden regionale Ausnahmen gestattet. So darf etwa Wildlachs (Salmo salar) in Schweden, Finnland und Lettland in Verkehr gebracht werden, bei denen der Höchstwert an Dioxin und/oder PCB nicht eingehalten wird, sofern die Verbraucher umfassend über Ernährungsempfehlungen informiert werden und diese Produkte nicht in anderen Mitgliedsstaaten vermarktet werden.

## Anwendung
Die Verordnung (EG) Nr. 1881/2006 trat am 9. Januar 2007 in Kraft. Durch sie wurde Verordnung (EG) Nr. 466/2001 aufgehoben.
Seit ihrem Inkrafttreten wurde diese Verordnung mehr als dreißigmal geändert, wobei sich dieser Änderungen meist auf den Anhang der Verordnung, der die Höchstgehalte für bestimmte Kontaminanten in Lebensmitteln festlegt, beziehen. Mit Wirkung zum 25. April 2023 wurde sie durch die Verordnung (EU) 2023/915 aufgehoben und ersetzt.

## Umsetzung in nationales Recht
Als Europäische Verordnung ist diese im Bereich der EU/des EWR unmittelbar gültig und muss nicht in nationales Recht übertragen werden.

## Aufbau der Verordnung
Die aktuelle konsolidierte Fassung ist folgendermaßen aufgebaut (Stand März 2023):
- Artikel 1 Allgemeine Bestimmungen
- Artikel 2 Getrocknete, verdünnte, verarbeitete und zusammengesetzte Lebensmittel
- Artikel 3 Verbot der Verwendung, Vermischung und Entgiftung
- Artikel 4 Besondere Bestimmungen für Erdnüsse, andere Ölsaaten, Schalenfrüchte, Trockenfrüchte, Reis und Mais
- Artikel 5 Besondere Bestimmungen für Erdnüsse, andere Ölsaaten, daraus gewonnene Erzeugnisse und Getreide
- Artikel 6 Besondere Bestimmungen für Salat
- Artikel 7 Ausnahmeregelungen
- Artikel 8 Probenahme und Analyse
- Artikel 9 Monitoring und Berichterstattung
- Artikel 10 Aufhebung
- Artikel 11 Übergangsmaßnahmen
- Artikel 12 Inkrafttreten und Anwendung
- ANHANG